# Cursino
Cursino es un distrito ubicado en la zona sudeste de la ciudad de Sao Paulo, Brasil. Administrativamente pertenece a la subprefectura de Ipiranga. Parte del distrito está ocupado por el Parque Estadual Fontes do Ipiranga donde se ubican el jardín zoológico y el jardín botánico de São Paulo. El distrito es atendido por la Línea 2-Verde del Metro en la estación Santos-Inmigrantes.

## Distritos limítrofes
- Ipiranga (noreste).
- Sacomã (este).
- Municipio de São Bernardo do Campo (sureste)
- Municipio de Diadema (sur).
- Jabaquara, Saúde y Vila Mariana (este).